# Canosa di Puglia
Canosa di Puglia is een Italiaanse stad in de regio Apulië, in de provincie Barletta-Andria-Trani. De stad is van Griekse oorsprong en was deel van Groot-Griekenland. Het huidige Canosa di Puglia is een voortzetting van het Romeinse Canusium. In de oudheid was de stad een wol- en keramiekcentrum. Vondsten uit deze periode zijn tentoongesteld in het Museo Nazionale Jatta in Ruvo di Puglia. Het gaat om de vazen van Canosa.
De 12de-eeuwse kathedraal is gewijd aan de Heilige Sabinus en heeft vijf koepels. De 18 zuilen binnen met hun Korinthische kapitelen zijn afkomstig uit een vroegere christelijke kerk (vijfde eeuw). Andere bezienswaardigheden in Canosa zijn de doopkapel San Giovanni en de Romeinse basiliek San Leucio die gewijd was aan de godin Minerva.